# Спектър (модул на Мир)
Вижте пояснителната страница за други значения на Спектър.
Спектър (на руски: Спектр, на английски: Spectrum) (TKM-O, 77KSO, 11F77O) е петият модул, скачен за орбиталната станция Мир. Модулът е разработен за наблюдение на околната среда на Земята, съдържал оборудване за атмосферни и повърхностни изследвания. Модулът също така имал четири слънчеви батерии, които произвеждали приблизително половината от електроенергията за станцията.

## Описание
Модулът „Спектър“ първоначално е разработван като част от свръхсекретна военна програма под кодовото име „Октант“. На него имало две пускови установки за изстрелване на изкуствени цели. Главният товар на модула е оптически телескоп под кодовото име „Пион“.

## История на създаването
За защита от междуконтинентални балистични ракети, по поръчка на Министерството на отбраната на СССР, Конструкторското бюро на Владимир Челомей разработва космическа система за отбрана. С цел опростяване на процеса на разработка като основа е взет проектът за Транспортен снабдителен кораб. Първоначалният план предвиждал прототипа на системата първо да мине автономни изпитания в Космоса на оборудването и въоръжението, а след това да бъде скачен за станцията „Мир“. След завършване на т.нар. Студена война и разпадането на СССР през 1992 г. военната космическа програма е прекратена. Проектът „Октант“ е спрян, а построеният прототип е консервиран.
През юли 1993 г. е създадена съвместна руско-американска космическа програма с цел създаване на МКС като постоянно обитаем форпост на човечеството в Космоса. За натрупване на опит е подписан договор за програмата Мир-Шатъл, в рамките на която са предвидени 10 полета на совалки до станцията „Мир“ и дългосрочно пребиваване на астронавти от САЩ на космическата станция. Допълнително са платени средства в размер на 400 милиона долара от НАСА за преоборудване на модула „Спектър“ в граждански изследователски проект. В отговор на това Русия се задължава да установи на модула оборудване за експерименти на САЩ.
Едно от главните изменения е инсталирането в задната част на модула на две допълнителни слънчеви батерии вместо ракетната установка „Октава“. Максималният диаметър на модула е около 4 метра. Заедно с допълнителните слънчеви батерии дължината на модула възлизала на около 14 метра, и той станал най-дългият от скачените модули на станцията. Обемът, запълнен с атмосфера, е около 62 куб.метра.

## Старт
Инсталирането и настройката на оборудването на НАСА за руските стандарти отлагат няколко пъти датата на старта и той се осъществява на 20 май 1995 г. „Спектър“ става първият модул, изстрелян след разпада на СССР и петгодишна пауза в строителството на станцията. Стартовото ѝ тегло – около 20 тона – съответствало на теглото на другите модули, създадени на основата на Транспортния снабдителен кораб – „Квант-2“ и „Кристал“.
След 12-дневен автономен полет модулът автоматично се скачва със станцията „Мир“. Един ден след това „Спектър“ е прекачен с помощта на автоматичния манипулатор на радиално скачващо гнездо срещу модула „Квант-2“. Така осовото гнездо е освободено за скачване на кораби „Союз“ и „Прогрес“. Модулът „Спектър“ остава в орбита до контролираното сваляне на цялата станция „Мир“ от орбита на 23 март 2001 г.

## Научни цели
Главната задача на модула „Спектър“ е наблюдение на Земята. За тази цел на модула е монтирано оборудване за изучаване на атмосферата и геофизическите явления, особено търсенето на полезни изкопаеми. С помощта на оборудвания шлюз е можело експерименти да се поставят в откритото космическо пространство и така да се изучават резултатите от въздействието на космическите лъчи. Вътре в модула, в допълнение на оборудването към програмата Мир-Шатъл, се намирала и американска апаратура за изследвания по материалознание, биологични изследвания и фундаментални изследвания по управлението на космическа станция. Също така „Спектър“ служел за работно и жилищно място за американските астронавти.
За разлика от другите модули на станцията, на „Спектър“ са монтирани X-образни слънчеви батерии, общата площ на които била 65 квадратни метра, а мощността им – почти 7 киловата. Така модулът „Спектър“ става най-важният източник на енергия на „Мир“, и особено за модулите „Кристал“, „СДМ“ и „Природа“, работещи без собствени слънчеви батерии.

## Авария
На 25 юни 1997 г. автоматичният кораб Прогрес М-34 се сблъсква с модула „Спектър“ по време на скачване в режим на телеоператорно управление. Сблъсъкът става заради грешка при изпитване на новата система за управление и сближване. Допълнително на огромните повреди на слънчевите батерии, в резултат на сблъсъка се пробива външната обвивка на модула, което води до спадане на налягането на въздуха на цялата станция. По време на сблъсъка на „Мир“ се намирали космонавтите Василий Циблиев, Александър Лазуткин и американският астронавт Майкъл Фоул. Вместо да напуснат станцията на борда на скачения Союз ТМ-25, екипажът решава да изолира херметически повредения модул, за което трябвало спешно да се изключат многобройни кабели и шлангове, преминаващи през скачващия люк.
По време на аварията „Спектър“ е главният източник на енергия на станцията „Мир“. Заради повредите на слънчевите батерии и прекъснатите важни кабелни връзки при изолирането на модула, слънчевите панели на модула не могли да се обърнат към Слънцето и да произвеждат енергия за станцията. Така „Мир“ загубва почти половината си електрическа енергия и става недостатъчна за провеждане на експерименти и снабдяване на голяма част от оборудването на станцията. Освен това заради аварията НАСА загубва голяма част от оборудването си, а астронавтът Майкъл Фоул – голяма част от своите лични вещи, тъй като те се намирали в модула „Спектър“.
Първият опит за ремонт се провежда през август 1997 г. в рамките на експедиция Союз ТМ-26, по време на която специално обучените космонавти Анатолий Соловьов и Павел Виноградов идват на станцията. По време на излизането в скафандри в „затворения космос“ на повредения модул те ремонтират главния кабел и други пакети от кабели, срязани по време на изолацията на модула. Това била първата стъпка към управлението на слънчевите батерии и възстановяването на голяма част от енергоресурсите на станцията.
Сред другите опити за възстановяването на модула може да се отбележи петчасовото излизане в открития космос на 1 октомври 1997 г. в рамките на посещението на совалката Атлантис (мисия STS-86), по време на което космонавтите Владимир Титов и Скот Паразински закрепят специална обвивка за затваряне на отвора в обшивката. След откачането на совалката „Спектър“ е запълнен с въздух, след което екипажът наблюдавал излизането на въздуха, въпреки ремонта.
Независимо от опитите за възстановяване, по време на последното посещение на совалка (Дискавъри, мисия STS-91) – екипажът наблюдавал изтичане на въздух от модула. Дори последният екипаж на станцията (Союз ТМ-30) се опитва напразно да отстрани теча по време на излизане в открития космос. Това така и не става. В крайна сметка само две години след изстрелването и до края на работата на станцията модулът остава неизползваем. Производството на енергия успява да се възстанови и да се запази контролираното сваляне на станцията от орбита.

## Списък на инструментите
- Радиометър 286 КБ
- Астра 2 – контролирал околната среда на станцията
- EFO 2 фотометъра
- Комза – междузвезден газов датчик
- Абсорбционен спектрометър Мирас – определял състава на атмосферата
- Спектрометр Фаза
- Телец/Гриф
- ВРИЗ – ултравиолетов спектрорадиометър

## Галерия
- „Мир“ с всички модули, модулът „Спектър“ е вляво и се виждат ударените слънчеви батерии
- Модулът "Спектър отвътре
- Разрез на модула „Спектър“
- Конфигурация на комплекса Мир след скачването на „Спектър“
- Общ изглед на модула преди сблъсъка